# Eupleres goudotii
El falanouc o mangosta de dientes pequeños (Eupleres goudotii) es una especie de mamífero carnívoro perteneciente a la familia Eupleridae endémico en Madagascar.

## Descripción
El falanouc tiene características peculiares que ameritan su clasificación independiente. Carece de glándulas anales o perineales, tiene uñas no retráctiles y una dentadura distintiva: los caninos y premolares están curvados hacia atrás y son aplanados. Esto parece relacionarse con su dieta conformada principalmente por gusanos, babosas, caracoles y larvas.  

## Características
Habita principalmente en la selva de baja altitud del centro y noroeste de la isla. Es solitario y territorial, pero se desconoce si es diurno o nocturno. La especie mide cerca de 50 cm, de los cuales 24 cm pertenecen a la cola. Su apariencia se asemeja a las mangostas por su hocico largo y cuerpo bajo, sin embargo su coloración es uniforme y marrón, a diferencia de las mangostas que tienen rayas, bandas y variación del color en los miembros y la cola.  
Su ciclo de vida muestra acumulación de grasa durante abril y mayo, antes de los meses secos en junio y julio. Tiene un breve periodo de cortejo y de crianza, los jóvenes son destetados antes de la temporada de apareamiento. Su ciclo reproductivo es rápido. Las crías (una por camada) nace en madrigueras con los ojos abiertos y pueden movilizarse junto a su madre por el denso follaje a los dos días de vida. En nueve semanas ya es un joven bien desarrollado que puede alimentarse por su cuenta y dejar a su madre poco después. A pesar de que adquiere movilidad rápidamente, su tasa de crecimiento es más lenta que en los carnívoros del mismo tamaño.